# برایان گام
برایان گام (انگلیسی: Brian Gomm; ۲۴ ژوئن ۱۹۱۸ – ۲۳ آوریل ۱۹۹۵) بازیکن کریکت اهل بریتانیا بود.